# Wodosytka płaskogłowa
Wodosytka płaskogłowa, żaba wodnista płaskogłowa (Ranoidea platycephala) – gatunek płaza bezogonowego z podrodziny Pelodryadinae w obrębie rodziny rzekotkowatych (Hylidae).

## Występowanie
Znane są dwie odrębne populacje występujące w głębi kontynentu australijskiego: jedna na Płaskowyżu Barkly w północnej części Terytorium Północnego, druga w północnej części stanu Australia Południowa, południowo-wschodnim Terytorium Północnym, południowym  Queenslandzie i Nowej Południowej Walii.
Dawniej do gatunku wliczano też dużą i szeroko rozprzestrzenioną populację z Australii Zachodniej, ale w 2016 roku w oparciu o badania genetyczne uznano ją za osobny gatunek – Cyclorana occidentalis (obecnie Ranoidea occidentalis).

## Charakterystyka z uwzględnieniem cech grupy
Większość gatunków z rodziny Hylidae to formy wykazujące przystosowanie do nadrzewnego trybu życia. Wszystkie palce stóp rzekotkowatych zakończone są rozszerzanymi przylgami które umożliwiają przyczepianie się do gładkich powierzchni, na przykład pni drzew. Charakterystyczną cechą szkieletu jest brak żeber, urostyl połączony z kręgosłupem za pomocą dwóch kłykci oraz dodatkowy chrzęstny człon w każdym palcu. Do podrodziny Pelodryadinae należą gatunki przystosowane do życia na drzewach, w wodzie oraz gatunki grzebiące, m.in. Ranoidea platycephala.

## Morfologia gatunku
Ciało wodosytki płaskogłowej jest masywne i spłaszczone grzbietobrzusznie. Dojrzałe płciowo samce osiągają długość 7,2 cm, a samice 6,4 cm. Skóra jest gładka, zmienne ubarwienie ciała, zależne od pory roku – w czasie suszy oliwkowobrązowe z ciemnymi plamkami, podczas okresów deszczowych żółtawy grzbiet z zielonymi plamkami, reszta ciała czerwonobrązowa.Kończyny są krótkie, palce tylnej stopy zrośnięte szeroką błona pławną, a na spodach stóp występują modzele podeszwowe, które służą do kopania oraz zagrzebywani się w ziemi. Oczy wodosytki są duże, umiejscowione dość wysoko. Ma charakterystyczne poziome, wąskie źrenice. Za oczami znajdują się wyraźnie widoczne błony bębenkowe.

## Ekologia
Wodosytka występuje na suchych obszarach o klimacie kontynentalnym. Preferuje łąki, mokradła oraz obszary o gliniastym podłożu. Głównym pożywieniem Ranoidea platycephala są bezkręgowce, drobne płazy oraz małe ryby. Wodosytka potrafi łapać swoje ofiary pod wodą, rzucając się na nie i wpychając je do jamy gębowej. Żeruje nocą. Większość życia spędza pod ziemią. W okresach gorąca i suszy zakopuje się około metr w głąb ziemi i zapada w stan estywacji, spowalniając tempo metabolizmu. Pod ziemią tworzy komorę, której ściany pokryte są wydzielanym przez skórę wodosytki śluzem. Stwardniały śluz tworzy powłokę, która chroni przed wysychaniem. Dodatkowo żaba gromadzi wodę w pęcherzu moczowym i w kieszeniach podskórnych. Obfite deszcze rozpuszczają utworzony przez żabę kokon i zwierzę wychodzi na powierzchnię. Wiosną rozpoczyna się okres godowy, podczas którego zebrane wokół zbiorników wodnych samce nawołują samice. Samce wydają charakterystyczne niskie, długie dźwięki. Samice składają skrzek do stojących zbiorników wodnych, około 500 jaj, z których wykluwają się kijanki. Kijanki osiągają długość do 8 cm, następnie jednak, wraz z kolejnymi stadiami metamorfozy, zmniejszają swoje rozmiary.

## Znaczenie dla człowieka
Nagromadzona w ciele żaby woda jest dobrej jakości i nadaje się do picia, dlatego wędrujący Aborygeni wykopywali żaby wodniste, aby się napoić, po czym wypuszczali je na wolność, nie szkodząc zwierzętom. Wystarczyło lekko nacisnąć, by woda zgromadzona w pęcherzu wypłynęła. Wodosytka ma znaczenie gospodarcze głównie w kontekście prowadzonych badań naukowych.